# Новый Бельтир
Новый Бельтир — село в Кош-Агачском районе Республики Алтай, центр Бельтирского сельского поселения.

## География
Расположено в 5 км к юго-западу от левобережной части Кош-Агача.

## История
Посёлок был возведён в 2003 году после разрушительного землетрясения в Республике Алтай магнитудой 7,3 балла, так как дома в посёлке Бельтир были почти полностью повреждены. В посёлке работает новая школа и интернат, есть детский сад, Дом культуры, сельская амбулатория. Выделены средства из федерального бюджета на строительство нового сельского дома культуры на 150 мест.

## Этимология
Бельтир (алт. Белтыр) — место слияния рек, скрещивание дорог, перекрёсток. 

## Население
| 2010 | 2011 | 2012  | 2013  | 2014  | 2015  | 2016  |
| ---- | ---- | ----- | ----- | ----- | ----- | ----- |
| 904  | ↗907 | ↗1021 | ↗1099 | ↗1195 | ↗1213 | ↗1248 |

## Климат
Степной холодный климат определяется как категории BSk по классификации Кёппена, то есть климат полупустынь.
| Показатель                   | Янв.  | Фев.  | Март  | Апр. | Май | Июнь | Июль | Авг. | Сен. | Окт. | Нояб. | Дек.  | Год  |
| ---------------------------- | ----- | ----- | ----- | ---- | --- | ---- | ---- | ---- | ---- | ---- | ----- | ----- | ---- |
| Средняя температура, °C      | −27,3 | −23,4 | −11,8 | 0,0  | 7,4 | 12,8 | 14,8 | 12,7 | 6,6  | −2,6 | −15,5 | −23,7 | −4,2 |
| Норма осадков, мм            | 3     | 1     | 1     | 4    | 8   | 21   | 38   | 26   | 8    | 4    | 4     | 4     | 122  |
| Источник: ФГБУ "ВНИИГМИ-МЦД" |       |       |       |      |     |      |      |      |      |      |       |       |      |